# جمعية أغاما إسلام
جمعية أغاما إسلام هو مجلس استشاري للعلماء المسلمين ومقرهمدينة مراوي بالفلبين. الأساس في تأسيس الجمعية هو أن تكون بمثابة جمعية في تأسيس العقيدة الإسلامية، وجرى التأسيس عام 1956. أسس الجمعية وقادها الراحل الشيخ أحمد بشير في عام 1955. تتكون الهيئة الإدارية من خمسة عشر عضوا يسمى مجلس الشورى والذين يقوم على أمر الشورى في الجمعية.
ساعدت الجمعية في إنشاء العديد من المدارس الدينية، وأبرزها جامياتو مسلم مينداناو. في عام 2004 تم تعميم هذه المدارس في 16 منطقة على مستوى البلاد بشكل رئيسي في المناطق الإسلامية في مينداناو، تحت رعاية وبرنامج وزارة التعليم.